# Die karierte Weste
Die karierte Weste ist ein deutscher Kurzfilm mit Karl Valentin und Liesl Karlstadt aus dem Jahr 1936.

## Handlung
Karl Pechkopf und seine Frau betreiben einen Trödelladen, haben aber Probleme, die gerade fälligen fünfzig Mark Miete aufzubringen. Nach Meinung von Frau Pechkopf fehlt ihrem Mann einfach nur die Gabe, einem Kunden eine Ware aufzuschwatzen, die er eigentlich gar nicht haben möchte.
Nun kommt ein Kunde vorbei, der einen Frack verlangt. Pechkopf versucht ihm stattdessen eine Klarinette anzupreisen und kann mit dieser Methode weder das eine noch das andere verkaufen. Eine Nachbarin hat seiner Frau inzwischen fünfzig Mark zur Bezahlung der Miete geliehen, die Pechkopf in einer karierten Weste versteckt. Nun erscheint ein Kunde, der Pulswärmer sucht. Da er kein Interesse an einem Frack hat, überlässt ihn Pechkopf seiner Frau, die dem Kunden für vier Mark 75 Pfennig die karierte Weste aufnötigt. Als sie danach von ihrem Gatten erfährt, dass sich darin die fünfzig Mark Miete befanden, fällt sie in Ohnmacht.

## Produktionsnotizen
Der Film wurde am 26. Februar 1936 gedreht.